# 涇陽王
涇陽王（越南语：／），名叫祿續（越南语：／），越南古史传说人物。Cao Hoàng Đại Tổ Đại Bảo Đức Tông Hoàng Đế 高皇大祖大寶德宗皇帝

## 概述
根據《大越史記全書·外紀·鴻厖紀》、《嶺南摭怪·鴻龐氏傳》等越南古籍的說法，涇陽王係中國傳說裡的炎帝神農氏帝明在南巡五嶺時，与婺仙女所生。帝明有意將帝位傳給涇陽王，但本身已有長子帝宜，涇陽王「固讓其兄」，放棄繼承權，帝明便決定由帝宜繼位，統治北方，並將涇陽王封到南方，實行統治，國號赤鬼國，以「壬戌年（公元前2879年）」為元年。
據《嶺南摭怪》所說，涇陽王具有「能行水府」的神力，並娶了「洞庭君龍王」的女兒，生貉龍君。其後，涇陽王「不知所終」，由貉龍君「代治其國」。
有關涇陽王娶「洞庭君之女」的傳說情節，中國學者戴可來認為，這「顯然是來自唐代的著名傳奇《柳毅傳書》」。

## 相关文献
- 《大越史記全書·外紀·鴻厖紀》
- 《嶺南摭怪·鴻龐氏傳》